# MTV Video Music Award de la vidéo de l'année

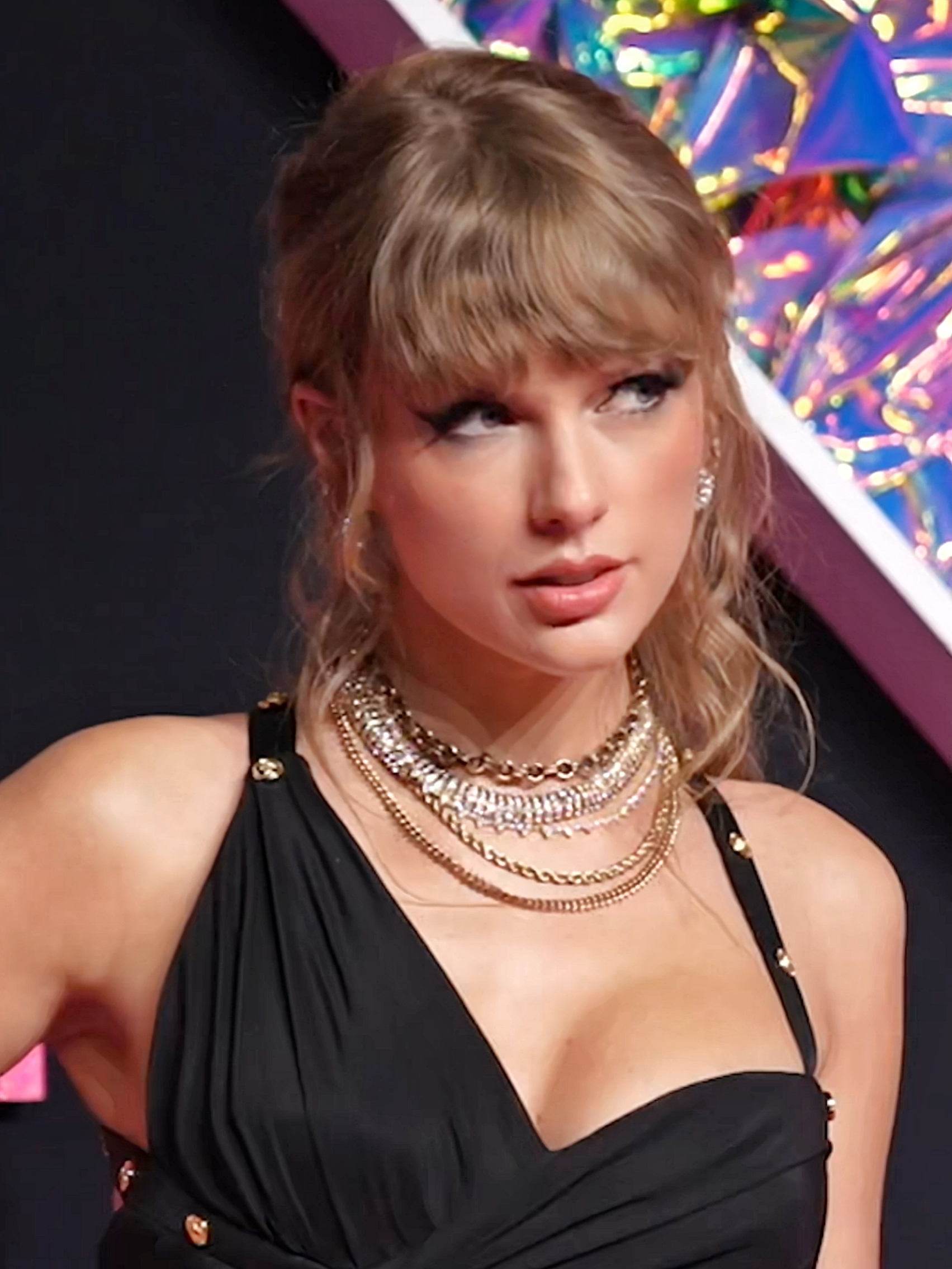
Taylor Swift au MTV Video Music Award de la vidéo de l'année 2023

Le MTV Video Music Award de la vidéo de l'année est un prix décerné au clip de l'année lors de MTV Video Music Awards. Le prix existe depuis 1984.

## Liste
| Année | Gagnant                                                     | Autres nommés                                                       |
| ----- | ----------------------------------------------------------- | ------------------------------------------------------------------- |
| 1984  | The Cars — "You Might Think"                                | - The Police — "Every Breath You Take"                              |
| 1985  | Don Henley — "The Boys of Summer"                           | - USA for Africa — "We Are the World"                               |
| 1986  | Dire Straits — "Money for Nothing"                          | - Talking Heads — "Road to Nowhere"                                 |
| 1987  | Peter Gabriel — "Sledgehammer"                              | - Steve Winwood — "Higher Love"                                     |
| 1988  | INXS — "Need You Tonight/Mediate"                           | - U2 — "Where the Streets Have No Name"                             |
| 1989  | Neil Young — "This Note's for You"                          | - Steve Winwood — "Roll with It"                                    |
| 1990  | Sinéad O'Connor — "Nothing Compares 2 U"                    | - Madonna — "Vogue"                                                 |
| 1991  | R.E.M. — "Losing My Religion"                               | - Queensrÿche — "Silent Lucidity"                                   |
| 1992  | Van Halen — "Right Now"                                     | - Red Hot Chili Peppers — "Under the Bridge"                        |
| 1993  | Pearl Jam — "Jeremy"                                        | - R.E.M. — "Man on the Moon"                                        |
| 1994  | Aerosmith — "Cryin'"                                        | - R.E.M. — "Everybody Hurts"                                        |
| 1995  | TLC — "Waterfalls"                                          | - Weezer — "Buddy Holly"                                            |
| 1996  | The Smashing Pumpkins — "Tonight, Tonight"                  | - Alanis Morissette — "Ironic"                                      |
| 1997  | Jamiroquai — "Virtual Insanity"                             | - No Doubt — "Don't Speak"                                          |
| 1998  | Madonna — "Ray of Light"                                    | - The Verve — "Bitter Sweet Symphony"                               |
| 1999  | Lauryn Hill — "Doo Wop (That Thing)"                        | - Will Smith (featuring Dru Hill & Kool Moe Dee) — "Wild Wild West" |
| 2000  | Eminem — "The Real Slim Shady"                              | - Red Hot Chili Peppers — "Californication"                         |
| 2001  | Christina Aguilera, Lil' Kim, Mýa & Pink — "Lady Marmalade" | - U2 — "Beautiful Day"                                              |
| 2002  | Eminem — "Without Me"                                       | - The White Stripes — "Fell in Love with a Girl"                    |
| 2003  | Missy Elliott — "Work It"                                   | - Justin Timberlake — "Cry Me a River"                              |
| 2004  | OutKast — "Hey Ya!"                                         | - Usher (featuring Ludacris & Lil Jon) — "Yeah!"                    |
| 2005  | Green Day — "Boulevard of Broken Dreams"                    | - Kanye West — "Jesus Walks"                                        |
| 2006  | Panic! at the Disco — "I Write Sins Not Tragedies"          | - Shakira (featuring Wyclef Jean) — "Hips Don't Lie"                |
| 2007  | Rihanna (featuring Jay-Z) — "Umbrella"                      | - Amy Winehouse — "Rehab"                                           |
| 2008  | Britney Spears — "Piece of Me"                              | - The Ting Tings — "Shut Up and Let Me Go"                          |
| 2009  | Beyoncé — "Single Ladies (Put a Ring on It)"                | - Kanye West — "Love Lockdown"                                      |
| 2010  | Lady Gaga — "Bad Romance"                                   | - Lady Gaga (featuring Beyoncé) — "Telephone"                       |
| 2011  | Katy Perry — "Firework"                                     | - Tyler, The Creator — "Yonkers"                                    |
| 2012  | Rihanna — "We Found Love"                                   | - M.I.A. — "Bad Girls"                                              |
| 2013  | Justin Timberlake — "Mirrors"                               | - Taylor Swift — "I Knew You Were Trouble"                          |
| 2014  | Miley Cyrus — "Wrecking Ball"                               | - Sia — "Chandelier"                                                |
| 2015  | Taylor Swift (et Kendrick Lamar) — "Bad Blood"              | - Mark Ronson (featuring Bruno Mars) — "Uptown Funk"                |
| 2016  | Beyoncé - "Formation"                                       | - Kanye West - "Famous"                                             |
| 2017  | Kendrick Lamar - "Humble"                                   | - The Weeknd - "Reminder"                                           |
| 2018  | Camila Cabello (et Young Thug) - "Havana"                   | - Bruno Mars ft. Cardi B - "Finesse"                                |
| 2019  | Taylor Swift — "You Need to Calm Down"                      | - Lil Nas X ft. Billy Ray Cyrus — "Old Town Road"                   |
| 2020  | The Weeknd — "Blinding Lights"                              | - Taylor Swift ft. Billy Ray Cyrus — "The Man"                      |
| 2021  | Lil Nas X — "Montero (Call Me by Your Name)"                | - The Weeknd — "Save Your Tears"                                    |